# John Segar
John Segar, né à Bury (Suffolk) et mort le 11 avril 1593, est un abandonné-volontaire britannique.

## Biographie
Tailleur à bord du Merchant Royal, il est déposé en 1591 sur l'île de Sainte-Hélène alors qu'il est à l'agonie et parvient néanmoins à y survivre mais sombre dans la folie. James Lancaster le recueille le 3 avril 1593 mais il meurt huit jours plus tard. 